# Venster (computer)

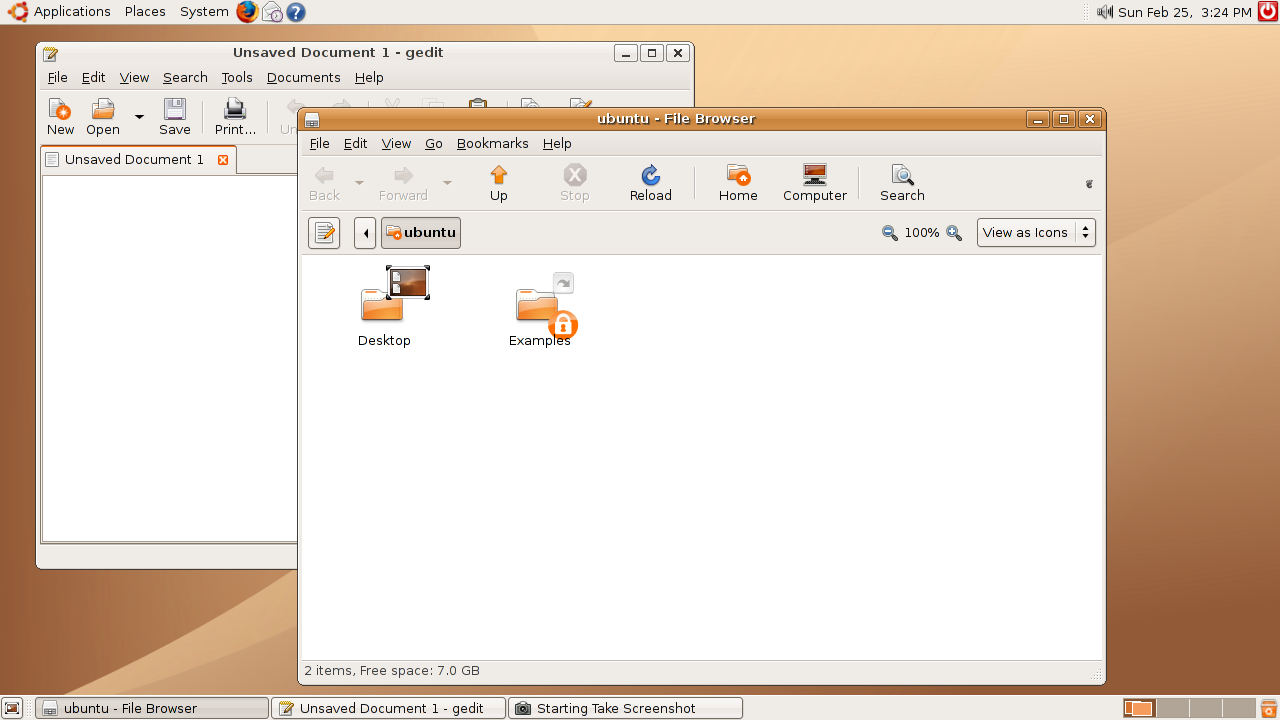
Twee vensters.

Met het begrip venster wordt in de computerwereld een ruimte of een grafisch, rechthoekig functioneel vlak bedoeld, waarbinnen de gebruiker bepaalde taken kan uitvoeren. Zo'n functioneel vlak staat op een "bureaublad" (desktop). Vensters worden door een venstersysteem getekend en kunnen zowel los draaien als geïntegreerd met het besturingssysteem, zoals met Microsoft Windows, macOS en Linuxdistributies.
Vensters zijn een van de vier onderdelen van de WIMP grafische gebruikersinterface: 
- Windows (vensters)
- Icons (iconen)
- Menus (menu's)
- Pointing Devices (aanwijsapparaten, zoals muizen en trackballs)

Veel programma's hebben een eigen venster. Zo zal een tekstverwerker alles binnen zijn eigen venster laten zien, en een emailprogramma heeft ook eigen venster. Er zijn ook programma's die meerdere vensters hebben. (Zie ook: MDI en SDI)
De programma's zonder venster zijn onzichtbaar en zijn meer systeemprogramma's.
Op het bureaublad kunnen meerdere programma's tegelijkertijd zichtbaar zijn, wat in een besturingssysteem dat niet met vensters werkt (zoals MS-DOS) niet mogelijk is. Er kan ook tussen verschillende bureaubladen geschakeld worden, die allemaal tegelijkertijd actief zijn en elk meerdere vensters kunnen tonen.